# Gmina Stenungsund
Gmina Stenungsund (szw. Stenungsunds kommun) – gmina w Szwecji, w regionie Västra Götaland, z siedzibą w Stenungsund.
Pod względem zaludnienia Stenungsund jest 108. gminą w Szwecji. Zamieszkuje ją 22 742 osób, z czego 49,87% to kobiety (11 342) i 50,13% to mężczyźni (11 400). W gminie zameldowanych jest 776 cudzoziemców. Na każdy kilometr kwadratowy przypada 89,7 mieszkańca. Pod względem wielkości gmina zajmuje 237. miejsce.